# Кагарлицький Борис Юлійович
Борис Юлієвич Кагарлицький (рос. Бори́с Ю́льевич Кагарли́цкий; нар. 29 серпня 1958 ) — російський  теоретик і соціолог-марксист, відеоблогер, кандидат політичних наук, політичний дисидент у Радянському Союзі та пострадянській Росії. Був координатором проекту Transnational Institute Global Crisis та очолював Інституту глобалізації та соціальних рухів (IGSO) у Москві до 24 грудня 2021 року, коли Інститут був визнаний "іноземним агентом" і в подальшому ліквідований. Головний редактор журналу "Рабкор".

## Політична діяльність
У 1970-х роках вивчав театральну критику в Державному інституті театрального мистецтва (ГІТІС), а в 1980 році був виключений за дисидентську діяльність. З 1978 по 1982 роки редагував самвидавський журнал «Лівий поворот» (1978-1982). Його внесок у самвидав та журнал «Варіанти» (Variants) у той же період призвів до його арешту за «антирадянську» діяльність у 1982 році. Був помилуваний і звільнений у 1983 році.
У 1988 році він опублікував свою книгу «Мислячий очерет: інтелігенція та радянська держава від 1917 року до наших днів», яка отримала Дойчеровську Премію.
У 1988 році, після приходу до влади Михайла Горбачова і перебудови, йому дозволили відновити навчання в ГІТІСі, який він закінчив того ж року, і став координатором Московського народного фронту. У 1990 році був обраний депутатом Московської міської ради та виконавчим органом Соціалістичної партії Росії. Він був співзасновником Партії праці в жовтні 1992 року. У жовтні 1993 року колишній радянський дисидент був заарештований разом з двома іншими членами його партії за його опозицію президенту Борису Єльцину під час конституційної кризи у вересні-жовтні, але був звільнений наступного дня після міжнародних протестів. Пізніше того ж року його посада та Московська міська рада були скасовані згідно з новою конституцією Шахрая. Події та його переживання в цей знаменний період задокументовані в його книзі «Квадратні колеса: як російська демократія зійшла з колії».
Кагарлицький був директором Інституту досліджень глобалізації та соціальних рухів (IGSO) і головним редактором щокварталу «Лівої політики» в Москві. 
Наразі є головним редактором журналу "Рабкор".

## Політичні погляди
Позиціонує себе як марксиста та демократичного соціаліста.
Неодноразово виступав з критикою КПРФ за псевдоопозиційність і роботу на владу.
У 2014 р. відреагував на російську окупацію Криму як на «маленьку й переможну війну», що необхідна для вирішення «внутрішньої кризи, яка наростає»: «Відтермінувавши вкотре вирішення соціально-економічних протиріч, кримська перемога нічого не змінила всередині Росії.», але надалі підтримав створення ДНР та ЛНР. У відповідь на убивство Олексія Мозгового написав колонку «Убивство Новоросії», у якій вину за убивство поклав на «керівників Москви й Луганська».
15 липня 2020 року, із дочкою Ксенією брав участь у мітингу проти поправок до Конституції, і був затриманий. 
29 вересня 2021 року був затриманий за пост в мережі Facebook із закликом до участі в протестах, які відбулися 25 вересня проти фальсифікацій підсумків виборів до Держдуми РФ, та заарештований на 10 діб за звинуваченням у статті про організацію неузгодженого мітингу.
24 лютого 2022 року, після повномасштабного російського вторгнення в Україну, засудив війну та предрік Росії поразку і катастрофічні економічні та соціальні наслідки.
Підписав "Маніфест коаліції "Соціалісти проти війни", який був передрукований Revue Ballast.
6 травня 2022 року Мін'юст Росії вніс Каґарлицького до списку ЗМІ — «іноземних агентів».
25 липня 2023 року ФСБ порушила проти Каґарлицького справу про виправдання тероризму. Пізніше був внесений у "список терористів".
З липня перебував під арештом. 12 грудня 2023 року був засуджений до штрафу у розмірі 600 тисяч рублів і до заборони на адміністрування сайтів в Інтернеті терміном на 2 роки.

## Академічна кар'єра
З 1994 по 2002 — старший науковий співробітник Інституту порівняльних політичних досліджень Російської академії наук (ІСПРАН). За дисертацію «Колективні дії та трудова політика в Росії 90-х років» у 1995 році отримав ступінь доктора наук, викладав політологію в МДУ, Московській школі соціально-економічних наук та Інституті соціології ім. Російської академії наук.
На даний момент викладає в Московській вищій школі соціальних і економічних наук.

### Твори
- Мислячий очерет: інтелігенція і радянська держава з 1917 року по теперішній час (1988)
- Діалектика змін (1989)
- Прощальна перебудова: Радянська хроніка (1990)
- Переворот 19 серпня завершився повним успіхом // «Молода гвардія» (Київ). — 1992. — 21 лютого. — Стор. 3 (рубрика «Версія»).
- Розпад моноліту (1993)
- Квадратні колеса: як російська демократія зійшла з колії (1994)
- Міраж модернізації (1995)
- Реставрація в Росії (1995)
- Глобалізація та її невдоволення: Піднесення постмодерністських соціалізмів (1996, з Роджером Бурбахом і Орландо Нуньєсом)
- Новий реалізм, нове варварство: соціалістична теорія в епоху глобалізації (1999)
- Сутінки глобалізації: власність, держава і капіталізм (1999)
- Повернення радикалізму: перебудова лівих інституцій (2000)
- Росія за Єльцина і Путіна: неоліберальна автократія (2002)
- Політика імперії: глобалізація в кризі (2004, співредактор Алан Фрімен)
- Бунт середнього класу (2006)
- Імперія периферії: Росія і світова система (2008)
- Повернення в СРСР (2009)
- Від імперій - до імперіалізму (2010)
- Неолібералізм та революція (2013)
- Між класом та дискурсом. Ліві інтелектуали на варті капіталізму (2017)
- Довгий відступ (2023)